# Хилкрест (Тексас)
Хилкрест (енгл. Hillcrest) град је у америчкој савезној држави Тексас.

## Демографија
По попису из 2010. године број становника је 730, што је 8 (1,1%) становника више него 2000. године.
| Група             | 2000.       | 2010.       |
| Белци             | 665 (92,1%) | 622 (85,2%) |
| Афроамериканци    | 4 (0,6%)    | 2 (0,3%)    |
| Азијати           | 3 (0,4%)    | 5 (0,7%)    |
| Хиспаноамериканци | 43 (6,0%)   | 90 (12,3%)  |
| Укупно            | 722         | 730         |